# Абрамов Борис Олександрович
Борис Олександрович Абрамов (1922—1994) — радянський учений-германіст та педагог, кандидат філологічних наук, доцент.
Засновник наукової школи «Функціональне дослідження мовних одиниць». Автор багатьох робіт, враховуючи навчальні посібники.

## Біографія
Народився 12 травня 1922 року в Ленінградській області.
До РСЧА був призваний у жовтні 1940 року, учасник Великої Вітчизняної війни; брав участь в обороні Берестейської фортеці, через важке поранення під містом Кобринь Берестейської області потрапив у німецький полон. Перебував у фашистському концтаборі Маутгаузен.
1945 року вступив до Московського державного інституту іноземних мов (нині — Московський державний лінгвістичний університет), який закінчив з відзнакою у 1949 році. Після закінчення ВНЗ працював у Московському інженерно-будівельному інституті імені В. В. Куйбишева (МІБІ, нині Московський державний будівельний університет), де до 1974 року завідував кафедрою іноземних мов. 1968 року захистив кандидатську дисертацію на тему «Синтаксичні потенції дієслова (Досвід синтаксичного опису дієслів сучасної німецької мови як системи)».
З 1974 року і до кінця життя завідував кафедрою граматики та історії німецької мови в МДПІ імені В. І. Леніна (нині Московський педагогічний державний університет), де читав курси лекцій з теоретичної граматики німецької мови та порівняльної типології німецької та російської мов студентам і аспірантам. Під керівництвом було захищено 40 кандидатських і 6 докторських дисертацій.
Був нагороджений медалями «За відвагу», «За доблесну працю в Великій Вітчизняній Війні 1941—1945 рр.», «За перемогу над Німеччиною», «100-річчя з дня народження Володимира Ілліча Леніна», «Ветеран праці» та іншими.
Помер 1994 року в Москві.

### Родина
Б. О. Абрамов був одружений з Наталією Миколаївною Семенюк, також вченою, доктором філологічних наук, яка після смерті Абрамова видала його праці, включаючи книгу «Воспоминание о плене», де Абрамов розповів про утримання у фашистському концтаборі Маутгаузен (вийшла у видавництві «Логос» 2020 року). У повоєнні часи Абрамов був членом Міжнародного антифашистського комітету, віцепрезидентом групи, яка організувала опір у концтаборі Маутгаузен. За радянських часів двічі бував запрошений урядом Австрії в Маутхаузені на зустріч із колишніми в'язнями концтабору з різних країн.